# Assaig de control de qualitat
En l'àmbit tecnològic de l'ús de materials per qualsevol activitat constructiva es fa necessari controlar la qualitat d'aquests materials. Les proves de qualitat detecten defectes o ineficiències en la funcionalitat dels materials tècnics. Els assaigs o proves de qualitat poden ser destructives o no destructives. Hi ha proves de control de qualitat molt evidents i immediates com ara la inspecció visual de la superfície d'una peça, a vegades assistida per microfotografia o fotografia de freqüències no visibles.

## Mostres i provetes
Els assaigs es fan sobre objectes sencers o en el cas de materials sobre provetes.

## Assajos no destructius
Aquest tipus d'assaigs són emprats una vegada fabricada una peça. En aquesta circumstància, sigui abans o durant la seva vida útil, si hom desitja controlar la presència de defectes es fan servir assaigs no destructius. Els defectes poden ser causats per fenòmens no controlables durant el procés de fabricació o també, i molt important, pel fenomen de la fatiga del material. Els assajos solen centrar-se en l'estudi dels defectes interiors de peces, la detecció dels quals requereix tècniques basades en l'electromagnetisme, els ultrasons, radioactivitat, etc.
Les proves habituals per determinar les característiques d'una proveta de material de construcció son observació a lupa binocular, microscopia òptica petrogràfica, microscopia electrònica de rastreig amb anàlisi puntual, difracció de raig X, anàlisi termogravimètrica, caracterització de la composició dels compostos orgànics per Infraroig, determinació de la composició química per fluorescència de raig X, determinació qualitativa del tipus de sals solubles mitjançant tiretes d'anàlisis (sulfats, nitrats/nitrits i clorurs), prospecció amb termovisió i test aluminós.
Els assajos no destructius es poden classificar en assajos magnètics, assajos per raigs X i raigs gamma i assajos per ultrasons

### Assajos magnètics
Consisteixen en l'aplicació d'un camp magnètic provocat per un aparell, a la peça a estudiar. Si la composició química i estructura cristal·lina del material són homogènies, la permeabilitat magnètica serà també constant per tot el seu volum. Per contra, la presència de discontinuïtats, provoca diferents valors de permeabilitat, la qual cosa produeix que el camp magnètic aplicat tingui variacions detectables amb aparells de mesura adients. La variació de les línies de força que delaten la presència de defectes es pot mesurar amb tres mètodes: detecció òptica amb assaig magnetoscòpic, detecció acústica amb assaig magnetoacústic o detecció elèctrica amb assaig electromagnètic.

### Assajos per raigs X i raigs γ[3]
Els assajos de raigs X o raig gamma s'utilitzen quan el material de la peça que volem examinar no és ferromagnètic o el defecte pot estar allunyat de la superfície, llavors cal utilitzar un altre tipus d'assaig no magnètic i per això aquests son una bona opció.
Aquests assaigs consisteixen en fer que la radiació travessi la peça que es vol examinar i arribi a impressionar una placa fotogràfica situada al darrere. Quan una radiació d'aquest tipus travessa un material, va perdent intensitat perquè el material absorbeix part de la radiació. Però con no totes les substàncies absobeixen en la mateixa mesura la radiació, no es produeix la mateixa absorció en dos mateials diferents. Aquest es el factor que s'utilitza per detectar defectes. Si no hi ha defectes l'absorció de la radiació ha de ser uniforme en tota la peça i la placa fotofràfica quedarà impressionada també de manera uniforme. Quan hi ha defectes a la placa apareix una zona amb una intensitat més clara o més fosca que la resta.

### Assajos per ultrasons[3]
Els ultrasons són ones de pressió o sonores de freqüència superior a la màxima audible per l'oïda humana (> 20000 Hz). Les ones ultra sonores es reflecteixen, en refracten i es dispersen davant de canvis en el medi per on es propaguen. Aquestes propietats, sobretot la reflexió, són aprofitades per detectar defectes interns de peces metàl·liques.
Una de modalitats d'aquest assaig consisteix en situar l'emissor i el receptor sobre la mateixa cara de la peça que s'assaja. L'emissor envia ultrasons en forma d'impulsos de curta durada. Quan arriben a la cara oposada, són reflectits i captats pel detector. Si no hi ha cap defecte, a la pantalla apareixen dos pols que corresponen al so de sortida i al reflectit de tornada.

## Assajos destructius
Un assaig destructiu en enginyeria i innovació de producte és una forma d'assaig mecànic que es fa servir per estudiar les característiques i límits d'un producte o d'un material. Té la particularitat que a la fi de l'assaig el producte és trenca o es fa malbé.